# Ruellia caracasana
Ruellia caracasana är en akantusväxtart som först beskrevs av Johann Friedrich Klotzsch, Amp; Karst. och Christian Gottfried Daniel Nees von Esenbeck, och fick sitt nu gällande namn av Badillo. Ruellia caracasana ingår i släktet Ruellia och familjen akantusväxter. Inga underarter finns listade i Catalogue of Life.